# Православное кладбище (Гродно)
Православное кладбище (Старое, Русское, Софийское, Иерусалимское, кладбище на Антонова)(бел: Старыя, Рускія, Сафійскія, Іерусалімскія, могілкі па Антонова) — старое кладбище православной общины Гродно. Территория кладбища ограничена улицами Пригородная, Белуша, частной застройкой по улице Подольная и 4-м переулком Подольным. На другой стороне переулка расположено католическое Фарное кладбище.

## История
В 1822 году на территории кладбища на средства К. Студницкого была построена часовня по проекту К. Багемилы (колокольня часовни была построена в 1907 году).
В 1848 году была освящена, построенная на кладбище церковь преподобной Марфы — памятник архитектуры позднего классицизма. Церковь была построена в память об умершей весной 1846 года в возрасте 74-х лет матери епископа Нила (Исаковича).
В 1890 году у ворот на деньги гражданина С. В Талочке построена часовня в честь Воскресения Христова.
В 1957 году на могиле ста двадцати советских военнопленных был установлен памятник. В 1958 году на могиле пятисот семидесяти воинов, партизан и мирных жителей, погибших в Великой Отечественной войне, появился памятник. В 1959 году на могилу, где захоронены останки четырёхсот девяноста советских воинов, погибших в боях в июле 1944 года, была установлена скульптура воина.

## На кладбище похоронены известные люди
- Сергей Николаевич Ланской — генерал-лейтенант русской императорской армии.
- Мария Богданович (Мякота) — мать Максима Богдановича.
- Михась Василек (наст имя. Михаил Осипович Костевич) (1905—1960) — белорусский поэт.
- Евстафий Филаретович Орловский (1863—1913) — белорусский краевед, историк и поэт;
- Михаил Дмитриев (1832—1873) — этнограф, фольклорист, педагог, статский советник;
- Василий Фёдорович Небольсин (1822—1900) — архитектор, статский советник (среди его проектов — здание Мариинской женской гимназии и здание Гродненского окружного суда);
- Епископ Игнатий (Железовский) (1802—1872) — церковный деятель, епископ Брестский;
- Михась Багун (наст имя. Михаил Федорович Блошкин) (1908—1938) — белорусский поэт, прозаик, переводчик; кенотаф на могиле матери Веры Блошкиной;
- Константин Семёнович Кемарский (1847—1922) — акушер-гинеколог, доктор медицины, статский советник;
- Александр Фёдорович Райпольский (1835—1907) — врач, президент Ассоциации врачей Гродненской губернии;
- Николай Максимец (1905—1956) — белорусский архитектор.